# Heinrich Pape (Theologe)
Heinrich Pape (* 9. März 1745 in Bremen; † 17. April 1805 in Visselhövede) war ein deutscher evangelischer Theologe und Geistlicher.

## Leben
Heinrich Pape, Sohn des Johann Pape, wurde zunächst neun Jahre lang auf der Domschule und Athenaeum Bremen vorgebildet und studierte anschließend ab 1766 Theologe an der Universität Göttingen, wo er auch die Alten Sprachen erlernte und Mitglied der teutschen Gesellschaft wurde.
Nach seinem Studium wurde Pape 1770 in Stade Kandidat. Noch im gleichen Jahr ernannte man ihn zum Prediger in Wulsbüttel im Herzogtum Bremen. 1783 berief man ihn als Pfarrer nach Visselhövede im Herzogtum Verden. Dieses Amt hielt er bis zu seinem Tode 1805 im Alter von 60 Jahren inne. Jahre zuvor wurde sein Besitz, darunter auch eine umfangreiche Bibliothek, durch ein Feuer zerstört.
Er ist der Vater des Schriftstellers Samuel Christian Pape.

## Wirken
Pape besaß gute Kenntnisse in den einzelnen theologischen Disziplinen. Er wurde als anspruchslos, tolerant, liberal und liebenswürdig beschrieben. Er besaß eine gute Beobachtungsgabe und ein gutes Urteil. Dies alles sorgte dafür, dass er guter theologischer Schriftsteller war. Wegen seiner fachlichen Kenntnisse, aber auch wegen seines guten Schreibstils, wurde fast jedes seiner Werke sehr positiv aufgenommen.
1777 erklärte Pape Kapitel 53 von Jesaia und einige Psalmen. Er veröffentlichte Sammlungen zu Predigten über Evangelien zu Sonn- und Feiertagen und ein Handbuch, diese Evangelien richtig zu verstehen. 1786 veröffentlichte er ein Werk für den Religionsunterricht, dass 1799 eine dritte Auflage erfuhr. Ebenfalls 1786 verfasste er eine Erbauungsliteratur für Menschen auf dem Lande.
Pape schrieb für mehrere Zeitschriften über Theologie. Seine Aufsätze finden sich, zum Teil unsigniert, unter anderem in den Göttingischen Nebenstunden, im Journal für Prediger und in Pratje's liturgischem Archiv.

## Werke
- Das 53ste Capitel Jesaiä übersetzt und erklärt, nebst einem Anhange Messianischer Psalmen (Bremen 1777)
- Das Evangelium Lucä umschrieben und erläutert (zwei Teile, Bremen 1777–1781)
- Handbuch zum richtigen Verstande und nutzbaren Gebrauche der Sonn- und Festtagsevangelien und Episteln (Bremen 1781)
- Christliche Predigt wider boshafte Schuldner und Concursmacher (Halle 1781)
- Predigten über die Sonntagsevangelien aufs ganze Jahr (Bremen 1782)
- Zwo Predigten, bey Amtsveränderungen gehalten (Bremen 1784)
- Synodalrede über 1 Corinth. 9, 27 (Stade 1785)
- Probe einer Katechisation am ersten Pfingsttage 1785 (Stade 1785)
- Christliches Glaubensbekenntniß für Confirmanden, zum Unterricht der nöthigsten Lehren des Christenthums (Bremen 1786, zweite Auflage Bremen 1790, dritte Auflage Bremen 1799)
- Tägliches Gebetbüchlein, insonderheit für Christen auf dem Lande (Bremen 1787)
- Dankpredigt wegen der Genesung des Königs von England (1789)
- Kleine Concordanz über das Bremen- und Verdensche Gesangbuch (Stade 1790)